# Älmebjärs naturreservat
Älmebjär är ett naturreservat i Köinge socken i Falkenbergs kommun i Halland.
Området har en yta på 62 hektar, varav 21,6 är vatten (i huvudsak Björkasjö). Reservatet som ligger i Köinge socken ägs av Naturvårdsverket och är skyddat sedan 2003. Berggrunden består främst av gnejs, men en del granater förekommer också. Den högsta punkten ligger 176 meter över havet. Det finns ett tiotal hotade lavarter i området, bland annat röd pysslinglav, rosa lundlav, bokkantlav och liten ädellav.
Älmebjär är även efter regeringsbeslut 2000 ett natura 2000-område. Det ingår i det större Åkulla bokskogar.